# Genshin
Genshin (源信 gen-shin?) (n. 942 - d. 6 iulie 1017) a fost un călugăr budist japonez foarte influent, care a fondat Budismul Pământului Pur. Inițial Genshin a fost practicant al școlii budiste Tendai, dar din cauza războaielor civile ce cuprindeau Japonia în aceea perioadă a înființat școala Budistă a Pământului Pur, o școală ce îl venera mai presus de toate pe Buddha Amida , considerat ca singurul buddha capabil să salveze Japonia și să ducă oameni pe calea luminii. În sectele Jōdo-shū și Jōdo Shinshū, Genshin este considerat a fi al șaselea patriarh budist.